# Zlatko Čajkovski
Zlatko „Čik” Čajkovski (Zágráb, 1923. november 24. – München, 1998. július 27.) horvát labdarúgócsatár, edző. Öccse, Željko Čajkovski szintén labdarúgó és edző.
A jugoszláv válogatott tagjaként részt vett az 1948. évi és az 1952. évi nyári olimpiai játékokon, az 1950-es és az 1954-es labdarúgó-világbajnokságon. Mindkét olimpiáján ezüstérmet szereztek.